# Ambroise Louis d'Hozier
Ambroise Louis Marie d'Hozier (1764-1846) est un généalogiste français nommé en octobre 1788 juge d'Armes de France en survivance de son oncle Antoine Marie d'Hozier de Sérigny qui continua d'assurer sa charge jusqu'à sa suppression en 1789.
En 1814 il est nommé vérificateur des armoiries de France près le Conseil du sceau des titres.
Membre de la famille d'Hozier, il est appelé « le Président d'Hozier » pour le distinguer des autres membres de sa famille.

## Biographie
Il est le fils de Denis Louis d'Hozier (1720-1788), seigneur de Sérigny, président à la Chambre des comptes, aides, et finances de Normandie, et d'Adélaïde Geneviève de La Croix, fille de César-Marie de la Croix, seigneur d'Orangis et intendant de la Martinique, et de Geneviève Élisabeth de Lévi, et le petit-fils de Louis Pierre d'Hozier. Il a pour frère cadet Charles d'Hozier (1775-1846). Il succède à son père comme président à la Chambre des comptes, aides, et finances de Normandie (Rouen), et comme « Généalogiste des Écuries du Roi ».
En octobre 1788, il est nommé juge d'Armes de France en survivance de son oncle Antoine Marie d'Hozier de Sérigny (1721-1810) qui restera titulaire de la charge jusqu'à sa suppression en 1789. Il ne semble pas avoir exercé cette charge,
En 1789, il est hostile à la Révolution française. Réfugié à Chartres, il est incarcéré pendant la Terreur, mais échappe à la guillotine. Il se fait oublier sous le Directoire.
En 1803, Ambroise Louis d'Hozier adhère à la conspiration de Georges Cadoudal, Pichegru et Jean Victor Marie Moreau contre Napoléon Ier. Il est arrêté et condamné à mort, mais gracié par Napoléon. Toutefois il est exilé, et ses archives sont séquestrées et déposées aux Archives nationales.
Il revient en France en 1814 au retour de Louis XVIII, qui lui fait rendre ses archives. Au lieu de sa charge de juge d’armes qui ne fut point rétablie, il remplit celle de vérificateur des armoiries de France près le Conseil du sceau des titres .
En 1818 il publie un Indicateur nobiliaire, ou table alphabétique des noms des familles nobles: susceptibles d'être enregistrées dans l'Armorial General de feu M. d'Hozier dont la méthode soulève des critiques.
Louis Lainé écrit à ce sujet : « Le sieur d'Hozier n'a aucun caractère officiel, grâce à Dieu; il n'est qu'un simple et très simple écrivain, qui essaie de faire une spéculation aux dépens de la vanité de certains hommes (...) On se demande aussi de quoi M. d'Hozier est président (...) Sa présidence a un petit emploi à la commission du sceau des titres; elle veut encore tirer parti de cette circonstance pour attirer les chalans, et faire croire qu'elle est autorisée à publier les articles des familles qui ont produit devant celle autorité (...) Voilà l'homme qui veut insinuer dans un prospectus qu'il est indispensable pour l'exécution de l'article 71 de la charte, que les titres des familles lui soient confiés !.. Mais lorsqu'il tiendra ces titres, alors il fera composer les familles, et ce ne sera plus la bagatelle de 10 sous qu'il exigera, mais bien des sommes que la noblesse, trop pauvre de nos jours, ne peut plus payer.Non, je le répète, d’Hozier n'a aucune mission à cet effet , et tout est insidieux et captieux dans la marche qu'il adopte (...) D’Hozier prend de l'argent, se fait payer, pour dresser des généalogies...».
À son décès en 1846, le gouvernement séquestre une partie de son cabinet, sur la plainte de plusieurs familles, inquiètes de voir leurs titres vendus par Ambroise Louis d'Hozier. Cette partie des archives d'Hozier est déposée aux Archives nationales.
En 1851, la Bibliothèque nationale acquiert le reste de ses archives. Cela comprend 136 volumes, 165 portfolios de documents, et 200 paquets de preuves de noblesse, dits « carrés d'Hozier ».

## Œuvres
- Indicateur nobiliaire, ou Table alphabétique des noms de familles nobles susceptibles d'être enregistrées dans l'armorial général de feu M. d'Hozier, Paris, 1818
- Cabinet d'Hozier
- Monographie sur les provinces d'Angoumois, d'Aunis, Périgord et Saintonge, éd. 1842
- 11e volume de l’Armorial général (Paris, 1847-1848), avec armoiries et portraits